# Eugenio Montejo
Eugenio Montejo, född 18 november 1938 i Caracas, död 5 juni 2008 i Valencia, var en venezuelansk författare.

### Poesi
- Elegos (1967)
- Muerte y memoria (1972)
- Algunas palabras (1977)
- Terredad (1978)
- Trópico absoluto (1982)
- Alfabeto del mundo (1986)
- Adiós al Siglo XX (1992)
- Chamario (2003)